# セオドロス・パパルーカス
セオドロス・パパルーカス（Θοδωρής Παπαλουκάς、Theodoros Papaloukas、1977年5月8日 - ）は、ギリシャの元プロバスケットボール選手。アテネ出身。ポジションはポイントガード、シューティングガード、スモールフォワードの3つのポジションをこなす。200cm、102kg。

## 来歴

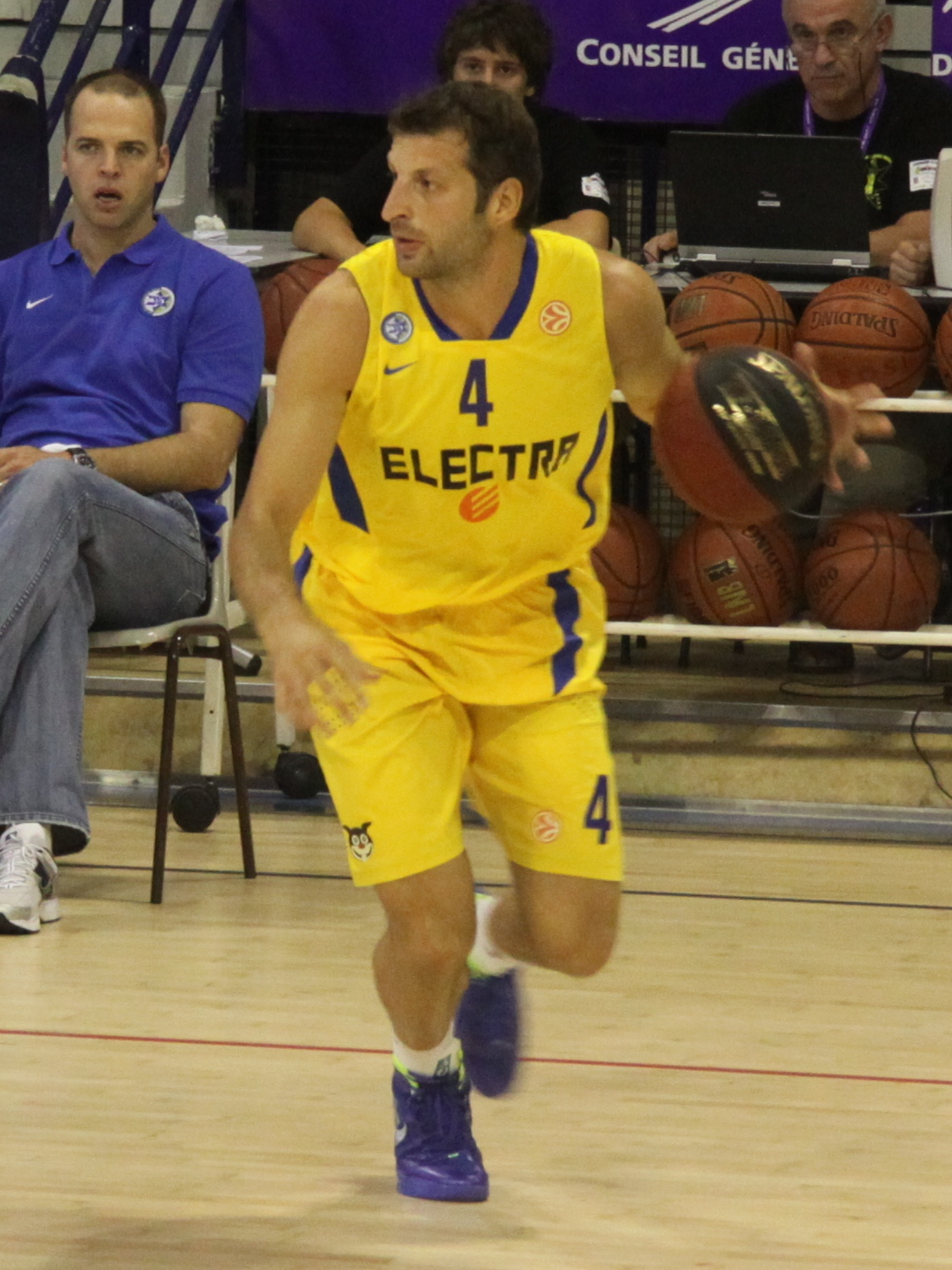

### ギリシャ時代
1995年、アンベロキピでプロデビュー。
その後、ダフニでA2リーグMVPを獲得し、1999年にA1リーグのパニオニオスへ移籍。
2001年、強豪オリンピアコスBCに移籍。ユーロリーグにも出場した。

### ロシア
2006年よりPBC CSKAモスクワ所属。
2006ユーロリーグ決勝では18点を記録し、チームの優勝に大きく貢献。

### ギリシャ代表
ギリシャ代表でもシックススマンながらチームの柱となっており、2005年のユーロバスケット優勝、2006年世界選手権準優勝に貢献。世界選手権ではベスト5にも選ばれる。NBA外リーグ所属選手で唯一の選出であった。アテネ五輪にも出場。